# Flatina inornata
Flatina inornata är en insektsart som beskrevs av Melichar 1901. Flatina inornata ingår i släktet Flatina och familjen Flatidae.
Artens utbredningsområde är Sierra Leone. Inga underarter finns listade i Catalogue of Life.